# Talsperre Cernadilla
Die Talsperre Cernadilla (spanisch Presa de Cernadilla) ist eine Talsperre mit Wasserkraftwerk in der Provinz Zamora, Spanien. Sie staut den Tera, der hier die Grenze zwischen den Gemeinden Cernadilla und Manzanal de Arríba bildet, zu einem Stausee auf. Die Talsperre dient der Stromerzeugung und der Bewässerung. Sie wurde 1969 fertiggestellt. Die Talsperre ist im Besitz von Iberdrola Generacion S.A. und wird auch von Iberdrola betrieben.

## Absperrbauwerk
Das Absperrbauwerk ist eine Gewichtsstaumauer aus Beton mit einer Höhe von 67 (bzw. 68,75) m über der Gründungssohle. Die Mauerkrone liegt auf einer Höhe von 892 m über dem Meeresspiegel. Die Länge der Mauerkrone beträgt 388 m. Das Volumen der Staumauer beträgt 301.480 m³.
Die Staumauer verfügt sowohl über einen Grundablass als auch über eine Hochwasserentlastung. Über den Grundablass können maximal 63 (bzw. 64) m³/s abgeleitet werden, über die Hochwasserentlastung maximal 1100 (bzw. 1129) m³/s. Das Bemessungshochwasser liegt bei 1185 m³/s.

## Stausee
Beim normalen Stauziel von 889 m erstreckt sich der Stausee über eine Fläche von rund 13,94 km² und fasst 255 Mio. m³ Wasser; davon können 233 Mio. m³ für die Stromerzeugung genutzt werden.

## Kraftwerk
Die installierte Leistung des Kraftwerks beträgt 30 (bzw. 34) MW. Die Kaplan-Turbine wurde 1969 in Betrieb genommen. Die Fallhöhe beträgt 55,60 m. Der maximale Durchfluss liegt bei 60 m³/s. Das Maschinenhaus befindet sich am Fuß der Staumauer auf der linken Flussseite.